# 竹内正吾
竹内正吾（1918年4月12日—1943年12月21日）大日本帝國陸軍军人、王牌飞行员。最终阶级是上尉。也被称为新幾內亞戰役的顶尖王牌。